# Campaña contra la Homofobia
Campaña Contra la Homofobia (en polaco: Kampania Przeciw Homofobii, o KPH) es una organización LGBT de Polonia, que pretende promover la igualdad legal y social de las personas no heteronormativas. Fue fundada en Varsovia en septiembre de 2001.
Cuenta con ramas locales en Cracovia, Breslavia, Łódź, la Triciudad, Toruń y la región de Silesia. KPH coopera a menudo con la asociación Lambda Warszawa, por ejemplo, en fundaciones especialmente formadas que organizan eventos tales como el Orgullo de Varsovia y el Festival Cultura para la Tolerancia en Cracovia.

## Objetivos y actividades
KPH pretende contribuir a establecer una sociedad tolerante, en la que las personas gais, lesbianas, transgénero y de otras minorías se sientan cómodas.  Emprende actividades variadas: conferencias, exposiciones, manifestaciones, fiestas para la integración, talleres, reuniones con políticos y académicos, activismo político, apoyo legal y psicológico, cooperación con organizaciones similares de otros países, publicación de octavillas, etc. También publica la revista trimestral Replika.
KPH coopera con otras organizaciones LGBT que forman parte de la ILGA. En el pasado, dos miembros de KPH han formado parte de la junta ejecutiva de ILGA-Europa en Bruselas: Lisette Kampus y Tomasz Szypuła. En la actualidad, Mirosława Makuchowska es miembro de la junta ejecutiva de la ILGA.
Algunos de las actividades emprendidas por KPH han atraído una gran notoriedad, como:
- Niech nas zobaczą (Dejadles vernos): KPH iba a poner una serie de fotografías de parejas gais y lésbicas en vallas publicitarias de algunas ciudades importantes de Polonia en 2003. Incluso antes de llegar a las calles, esto causó una polémica sin precedentes sobre la homosexualidad.
- Exposición Berlín-Yogyakarta: Se mostró por primera vez en octubre de 2009, durante tres semanas, en la Biblioteca Universitaria de la Universidad de Varsovia,  donde se distribuyeron 500 folletos y 200 copias de los Principios de Yogyakarta (traducidos al polaco).[4] También se mostró en Liblin, Breslavia y Gdańsk según los Principios de Yogyakarta en acción.[5]
- Jestem gejem, jestem lesbijką. Poznaj nas. (Soy gay, soy lesbiana. Conócenos.) fue una campaña que recorrió varias universidades de Polonia que incluía reuniones con alumnos, profesores y padres de personas LGBT. Para muchos, fue una primera oportunidad de hablar con personas abiertamente LGBT.
- Festiwal Kultura dla Tolerancji w Krakowie (Festival Cultura para la Tolerancia en Cracovia): Festival fundado por miembros de la KPH y organizado por la Fundación Cultura para la Tolerancia, que incluye conferencias, talleres, películas y fiestas.

## Presidentes
- Robert Biedroń, del 11 de septiembre de 2001 al 22 de febrero de 2009
- Marta Abramowicz, del 22 de febrero de 2009 al 18 de julio de 2010
- Tomasz Szypuła, del 18 de julio de 2010 al 26 de febrero de 2012
- Ágata Chaber, desde el 26 de febrero de 2012